# Clave de humor
Clave de humor es una locución que denota un contexto humorístico, presentando, enjuiciando o comentando la realidad resaltando el lado cómico, risueño o ridículo de las cosas.
Se aplica a obras, textos, presentaciones o cualquier otra creación que en un momento dado pudiera tener otro registro diferente.
Canciones, artículos periodísticos, videos musicales, u obras de teatro son algunos ejemplos de las situaciones en las que se puede optar por un entorno lingüístico jocoso, o un modo de expresarse chistoso que se adopta en función de cierto ingenio y comicidad.